# Nordhausen (huyện)
Nordhausen là một huyện (Kreis) ở phía bắc của Thüringen, Đức. Các huyện giáp ranh (từ phía bắc theo chiều kim đồng hồ) là: Harz và Mansfeld-Südharz ở Saxony-Anhalt, huyện Kyffhäuserkreis, Eichsfeld in Thuringia và huyệns Osterode và Goslar ở Niedersachsen.

## Lịch sử
Huyện được thành lập năm 1815, tỉnh Sachsen của Phổ được lập. Khu vực Lohra-Clettenberg và thành phố Nordhausen được quản lý chung về hành chính. Năm 1882 1883, thành phố Nordhausen được đưa ra khỏi huyện và dẫn đến việc đổi tên huyện thành huyện Grafschaft Hohenstein vào năm 1888. Sau thế chiến II, huyện được đổi tên lại thành Landkreis Nordhausen, và năm 1950 thì thành phố Nordhausen lại thuộc huyện. Trong cuộc cải cách hành chính năm 1952, có nhiều đô thị được chuyển qua huyện khác..

## Địa lý
Huyện tọa lạc ở các đồi phía nam núi Harz. 
Điểm cao nhất tại Große Ehrenberg, với độ cao 635,3 m trên mực nước biển.
Sông chính chảy qua huyện này là sông Zorge.
Phía nam là dãy đồi Dün, Hainleite và Windleite.

## Thị xã và đô thị
| Thị xã không thuộc ‘‘Verwaltungsgemeinschaft’’ | và các đô thị |
| ---------------------------------------------- | --- |
| 1. Bleicherode 2. Ellrich 3. Nordhausen        | 1. Etzelsrode 2. Friedrichsthal 3. Hohenstein 4. Kehmstedt 5. Kleinbodungen 6. Kraja 7. Lipprechterode 8. Niedergebra 9. Sollstedt 10. Werther |

| Verwaltungsgemeinschaften                                                                           | Verwaltungsgemeinschaften                                                                     | Verwaltungsgemeinschaften                                                                                        |
| --------------------------------------------------------------------------------------------------- | --------------------------------------------------------------------------------------------- | --- |
| 1. Goldene Aue 1. Auleben 2. Görsbach 3. Hamma 4. Heringen1, 2 5. Urbach 6. Uthleben 7. Windehausen | 2. Hainleite 1. Großlohra 2. Hainrode 3. Kleinfurra 4. Nohra 5. Wipperdorf 6. Wolkramshausen1 | 3. Hohnstein/Südharz 1. Buchholz 2. Harzungen 3. Herrmannsacker 4. Ilfeld1 5. Neustadt/Harz 6. Niedersachswerfen |
| 1thủ phủ của Verwaltungsgemeinschaft;2thị xã                                                        |                                                                                               | |